# 千葉市立検見川小学校
千葉市立検見川小学校（ちばしりつ けみがわしょうがっこう）は、千葉県千葉市花見川区にある公立小学校。令和3年度に150周年を迎えた。

## 沿革
- 1873年3月 - 島野小学校として創立。
- 1887年4月 - 検見川尋常小学校に改称。
- 1888年5月 - 高等科を設置し、検見川尋常高等小学校に改称。
- 1937年2月 - 検見川町が千葉市に編入され、千葉市立検見川尋常高等小学校に改称。
- 1941年4月 - 千葉市立検見川国民学校に改称。
- 1947年4月 - 千葉市立検見川小学校に改称。

## 学区
- 検見川町

## 備考
因みに、園生小が、都賀小の分教場だった時代は、小中台地区の児童は高等科の授業を本校で受けていた。